# Alapaha
Alapaha è un comune degli Stati Uniti d'America, situato nello Stato della Georgia, nella contea di Berrien.